# Calanthemis jossomonforti
Calanthemis jossomonforti es una especie de escarabajo longicornio del género Calanthemis, tribu Clytini, subfamilia Cerambycinae. Fue descrita científicamente por Juhel en 2021.

## Descripción
Mide 11 milímetros de longitud.

## Distribución
Se distribuye por Benín.